# In Dreams
In Dreams je studiové album Roye Orbisona. Album bylo nahráno ve studiích vydavatelství Monument Records v Hendersonville, Tennessee a vyšlo v roce 1963 jako čtvrté album Roye Orbisona vydané u této společnosti.
Titulní píseň alba In Dreams byla v roce 2004 zařazena časopisem Rolling Stone na 312. místo v žebříčku 500 Greatest Songs of All Time.

## Seznam skladeb

### První strana
1. „In Dreams“ (Roy Orbison)
2. „Lonely Wine“ (Roy Wells)
3. „Shahdaroba“ (Cindy Walker)
4. „No One Will Ever Know“ (Mel Foree & Fred Rose)
5. „Sunset“ (Roy Orbison & Joe Melson)
6. „House Without Windows“ (Fred Tobias & Lee Pockriss)

### Druhá strana
1. „Dream“ (Johnny Mercer)
2. „Blue Bayou“ (Roy Orbison & Joe Melson)
3. „(They Call You) Gigolette“ (Roy Orbison & Joe Melson)
4. „All I Have To Do Is Dream“ (Boudleaux Bryant)
5. „Beautiful Dreamer“ (Stephen Foster)
6. „My Prayer“ (Jimmy Kennedy & Georges Boulanger)